# Mizithra

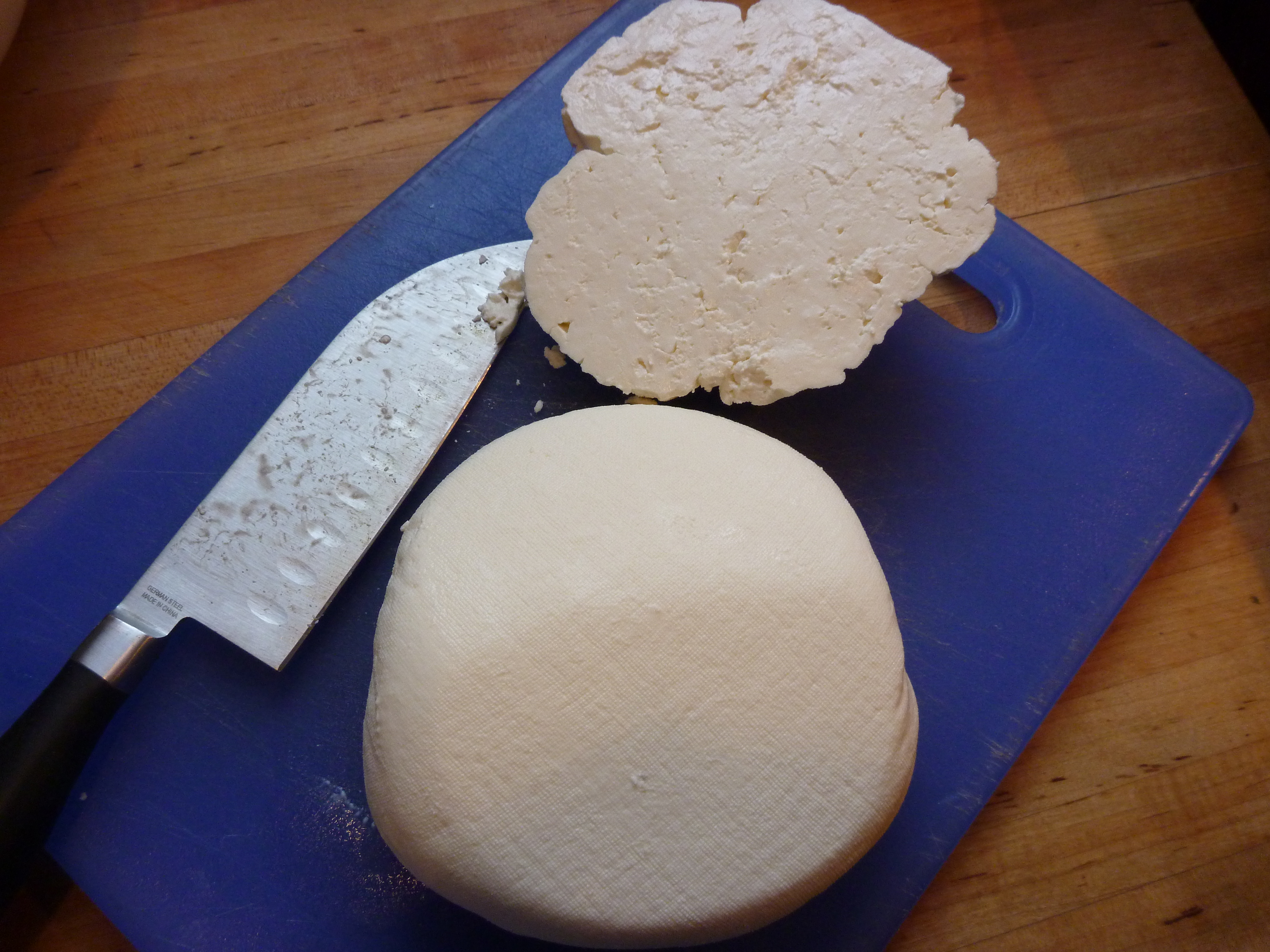
Queijo mizithra.

Mizithra é um queijo branco típico da Grécia, feito com o soro produzido na confeção de outros queijos, em especial o feta e o kefalotiri, misturado com leite de ovelha ou leite de cabra, tradicionalmente sem pasteurização. Existem variedades frescas e curadas de mizithra e é consumido como sobremesa, misturado com mel e frutas, como aperitivo, com azeitonas, manjericão e tomate, ou ainda em saladas e pratos de massas. 
O mizithra pode ser usado fresco, tendo algumas semelhanças com o ricotta. Existe uma versão ácida deste queijo, chamada xynomizithra, que tem um odor e sabor fortes e é normalmente consumido com bebidas também de forte sabor, como a retsina; a variedade produzida em Creta tem denominação de origem protegida. O mizithra pode ser curado apenas com sal e pendurado em sacos, ficando com a forma de uma grande gota, e toma a designação de “anthotyros”. 